# Jaume Banet i Illa
Jaume Banet i Illa (Mataró, 19 d'agost del 1929 - 7 de maig del 2007) va ser músic (fiscornaire) i compositor, de composicions vocals i de moltíssimes sardanes revesses.
Estudià Magisteri a l'Escola Normal de Barcelona, i amplià la seva formació amb els estudis de peritatge mercantil. La seva formació musical s'inicià a l'Escola d'Arts i Oficis de Mataró, per continuar al conservatori Municipal de Música de Barcelona. Posteriorment encara cursà harmonia amb Cristòfor Taltabull, composició de cobla amb Honorat Vilamanyà i direcció coral amb Mas i Serracant, Ribó i Antoni Pérez i Moya.
Començà la seva vida laboral treballant de mestre en l'acadèmia Balmes (Cal Senyor Banet) del seu pare Esteve Banet i Canudas (a qui l'ajuntament de Mataró dedicà posteriorment un carrer), centre que en Jaume dirigiria del 1969 al 1978. Aquest darrer any es traslladà a viure a Girona, on fundà la "Minerva Acadèmia de Mecanografia".
L'any 1990 creà la Coral Josep Ruhí a Bescanó. Reprenia així la coral parroquial que havia dirigit ell mateix entre 1987 i el 1988. Va ser secretari de la Federació Catalana d'Entitats Corals de la demarcació de Girona. Impulsà la fundació de l'Associació de Cors de les Comarques Gironines i de l'Agrupació Coral de les Comarques de Girona. En morir, el reemplaçà en la direcció de la coral de Bescanó una de les seves tres filles, la pianista i professora de música Clara Banet i Castellà. Una altra filla, la Roser Banet (1986), és pianista i compositora, i ha estrenat diverses revesses.
Va començar a compondre sardanes revesses als anys 70 del segle xx. L'any 1999 va obtenir el primer premi del 15è concurs de composició Banyoles-Ceret amb la sardana Un mussol a la barana. El 1959 ja havia obtingut el 2n premi Iluro per El carrer de les santes. El desembre del 2001, l'ajuntament de Bescanó li va atorgar la Placa de la Vila per la seva trajectòria i la dedicació a la població.
Havia tocat en la Cobla Laietana i en la Cobla Mataró, on era instrumentista de fiscorn.

## Obres per a cobla
(Se n'ometen les revesses)
- Amic Birba (1999)
- Aquí la tens ("Er niño") (1998)
- L'assaig (1992), dedicada a la coral Josep Ruhí
- El bastó d'en Quim (1992)
- El boletaire (1997)
- El carrer de les Santes (1959), 2n. Premi Iluro
- Colla Vall-de-roure (1965)
- Colles de Mataró
- Dansaires Bescanonins (2000)
- Dilecte Bescanó (1991)
- El fumerol (1970)
- La font del Perol (1961)
- Les goges, poema musical
- La Iluro (2004)
- La Mare de Déu, poema musical
- Matinet a l'estany (1961)
- Les nenes de Can Vinyes (1993)
- La Rambla de Mataró (1967)
- Sempre Força i Endavant, dedicada a les colles del Grup Sardanista Barres i Escacs de Balaguer
- La torre de les hores (1995)
- Un mussol a la barana (1999), premi de composició Ceret-Banyoles
- Veïnat de Mata (1956)